# Kettle River (Minnesota)
Kettle River es una ciudad ubicada en el condado de Carlton en el estado estadounidense de Minnesota. En el Censo de 2010 tenía una población de 180 habitantes y una densidad poblacional de 181,46 personas por km².

## Geografía
Kettle River se encuentra ubicada en las coordenadas 46°29′10″N 92°52′40″O / 46.48611, -92.87778. Según la Oficina del Censo de los Estados Unidos, Kettle River tiene una superficie total de 0.99 km², de la cual 0.99 km² corresponden a tierra firme y (0%) 0 km² es agua.

## Demografía
Según el censo de 2010, había 180 personas residiendo en Kettle River. La densidad de población era de 181,46 hab./km². De los 180 habitantes, Kettle River estaba compuesto por el 92.22% blancos, el 0% eran afroamericanos, el 1.67% eran amerindios, el 0% eran asiáticos, el 0% eran isleños del Pacífico, el 0% eran de otras razas y el 6.11% pertenecían a dos o más razas. Del total de la población el 0.56% eran hispanos o latinos de cualquier raza.